# Xinxa roja
La xinxa roja o xinxa de la col (Eurydema ornata) és una espècie d'hemípter heteròpter de la família dels pentatòmids.

## Etimologia
- Eurydema: paraula composta per dos mots grecs; eurys (εὐρύς, ample) i dema (δέμας, cos). Per la forma del seu cos.
- ornata: mot llatí que significa ornamentat, pel patró de taques que presenta el seu exoesquelet.[4]

## Distribució i hàbitat
Aquesta és una espècie d'àmplia holopaleàrtica estès cap a la regió oriental: tot el continent europeu, quasi tot l'asiàtic i Àfrica del Nord. Dins dels Països Catalans, pot arribar a ser a molt abundant, sobretot a les zones d'horts del País Valencià.
Camps de cultiu o llocs on poden trobar-se les seues plantes nutrícies, quasi en qualsevol classe de terreny. Preferentment sobre brassicàcies (col o bròquil), en menor mesura sobre poàcies i creïlles.

## Característiques
El cap és negre amb xicotetes marques roges, l'abdomen és negre, cobert pels hemilèlitres rojos, ataronjats o groguencs, amb un dibuix negre en ziga-zaga, i sobre el pronot, del mateix color que els hemièlitres, destaquen clarament sis grans taques negres. Aquestes xinxes presenten un aspecte robust, cos ample i aplanat, i el cap i el tòrax formant un triangle dirigit cap avant. S'acosten, sense superar-lo, al centímetre de longitud (uns 7-8 mm). Estan proveïdes de glàndules odoríferes les secrecions de les quals són d'una olor particularment acre i desagradable.
En els últims estadis evolutius, les larves presenten ja el disseny dels adults, però amb la coloració més pàl·lida i sovint groguenca.
No s'ha de confondre amb Eurydema ornata. Per a diferenciar de manera inequívoca E. ornata d'E. ventralis hem de fixar-nos en la denominada taca epipleural, situada just en la vora externa de cada hemièlitre. En E. ornata aquesta taca és allargada, en certa manera es difumina cap a la part posterior de l'hemièlitre, mentre que en E. ventralis la taca és xicoteta, ben delimitada i amb forma més o menys quadrada. Una altra manera senzilla de diferenciar-les és observant-les amb les ales obertes: E. ornata té la part dorsal de l'abdomen de color negre, mentre que E. ventralis la té roja.

## Comportament
Tant adults com nimfes s'alimenten de la saba de les plantes a les quals depreden. Els adults tenen una vida mitjana fèrtil de 4 o 6 mesos, durant els quals es realitzen entre 5 i 7 postes amb uns 50-80 ous cadascuna. El període d'incubació és d'uns 15 dies, després dels quals naixen les nimfes que durant 6 setmanes pateixen 4 o 5 mudes, abans de passar a ala fase adulta. La metamorfosi és senzilla, simple o incompleta ja que les nimfes es transformen en individu adult d'una manera contínua, sense passar per una etapa d'inactivitat i sense parar d'alimentar-se. Les larves naixen semblants a l'adult, només que el fan sense ales ni maduresa sexual. Normalment es produeixen dues generacions anuals. Els adults hibernen en clivells de roques, escorces d'arbres, parets o baix pedres. Els adults s'activen tan prompte com pugen les temperatures, produint-se la còpula i ponen ous unes 3-5 setmanes després. Els adults de primera generació estan actius des de finals de maig a principis de juliol, i els de segona des de finals d'agost a finals d'octubre. Aquesta és una espècie pot arribar a ser plaga i, per tant, perjudicial per a alguns conreus.
S'alimenten succionant la saba de les plantes hostes, destruint les seues cèl·lules, especialment sobre espècies de les brassicàcies, com ara: cols (Brassica spp.), mostassa (Sinapis spp.), rave (Raphanus spp.), créixens (Nasturtium spp.)..., tant salvatges com cultivades. Si arriba a proliferar, o si l'atac és molt violent quan la planta és menuda, pot danyar-la o fins i tot matar-la. És una plaga gregària (1r estadi nimfal), que passa l'hivern en estadi adult. Pon 2 fileres d'ous al revers de les fulles de les cols.